# Lista de nações mencionadas na Bíblia
Uma lista de nações mencionadas na Bíblia.

## A
- Arábia [1]
- Armênia [2] (na versão King James ), ou a " Terra de Ararat " [3] (em outras traduções)
- Província da Ásia [4] (atual Turquia)
- Assíria [5]
- Amoritas [6]

## B
- Babilônia [7] (moderno Iraque)
- Basã [8]

## C
- Reino da Capadócia [9]
- Creta [10]
- Croácia ( Dalmácia ) [11]
- Chipre [12]
- Coríntia [13]

## E
- Edom (várias vezes) [14]
- Egito (várias vezes, notadamente no Livro do Êxodo e na infância de Jesus)
- Etiópia [15] [16]

## G
- Gália [17] ( França moderna). Encontrado apenas no deuterocanônico Primeiro Livro dos Macabeus, encontrado nas bíblias católicas e ortodoxas orientais.
- Gog (várias vezes, principalmente nos Profetas)
- Grécia [18] (várias vezes, muitas das Cartas de Paulo são para cidades encontradas na Grécia moderna)
- Girgashitas [6]

## I
- Irã [19]
- Índia [19]
- Terra de Israel (várias vezes)
- Itália [20]

## J
- Jordânia [21] (Referindo-se ao rio Jordão)
- Reino de Judá [22]
- Província de Judá [23]
- Jebuseus [6]

## K
- Reino de Cuxe [24]

## L
- Líbano (inúmeras vezes, referindo-se principalmente ao cedro do Líbano) [25]
- Líbia [26] [9]
- Lídia [27]

## M
- Macedônia [28]
- Malta ( Paulo naufragou na costa de Malta. ) [29]
- Império Mediano [30]
- Mesopotâmia [9]

## P
- Pérsia [31]
- Reino do Ponto [9]
- Perizeus [6]

## R
- Roma Antiga [9]

## S
- Samaria [32] ( Reino de Israel (Samaria) ) [33]
- Sabá [34] (em conexão com a Rainha de Sabá)
- Espanha [35]
- Síria [36] (Também referido como Aram [37])